# Puccinia boutelouae
Puccinia boutelouae ist eine Ständerpilzart aus der Ordnung der Rostpilze (Pucciniales). Der Pilz ist ein Endoparasit diverser Süßgräser. Symptome des Befalls durch die Art sind Rostflecken und Pusteln auf den Blattoberflächen der Wirtspflanzen. Sie kommt im tropischen und subtropischen Amerika vor.

## Merkmale

### Makroskopische Merkmale
Puccinia boutelouae ist mit bloßem Auge nur anhand der auf der Oberfläche des Wirtes hervortretenden Sporenlager zu erkennen. Sie wachsen in Nestern, die als gelbliche bis braune Flecken und Pusteln auf den Blattoberflächen erscheinen.

### Mikroskopische Merkmale
Das Myzel von Puccinia boutelouae wächst wie bei allen Puccinia-Arten interzellulär und bildet Saugfäden, die in das Speichergewebe des Wirtes wachsen. Aecien oder Spermogonien der Art sind nicht bekannt. Die Uredien des Pilzes wachsen beidseitig auf den Wirtsblättern. Ihre farblosen bis gelblichen Uredosporen sind 16–23 × 15–19 µm groß, kugelig bis eiförmig und fein stachelwarzig. Die beidseitig wachsenden Telien der Art sind schwärzlich und pulverig. Die haselnussbraunen Teliosporen sind zweizellig, oft schräg septiert, breitellipsoid und 25–33 × 20–27 µm groß. Ihre Stiele sind farblos bis golden und bis zu 120 µm lang.

## Verbreitung
Das bekannte Verbreitungsgebiet von Puccinia boutelouae reicht von Brasilien über Panama und Puerto Rico bis in die südwestlichen kontinentalen USA.

## Ökologie
Die Wirtspflanzen von Puccinia boutelouae sind Cathestecum erectum, Gymnopogon foliosus und verschiedene Bouteloua-Arten. Der Pilz ernährt sich von den im Speichergewebe der Pflanzen vorhandenen Nährstoffen, seine Sporenlager brechen später durch die Blattoberfläche und setzen Sporen frei. Die Art verfügt über einen Entwicklungszyklus, von dem bislang lediglich Telien und Uredien sowie deren Wirt bekannt sind; Spermogonien und Aecien konnten dem Pilz nicht zugeordnet werden.